# Eurostopodus papuensis
El chotacabras papú o papúa (Eurostopodus papuensis) es una especie de ave caprimulgiforme de la familia Caprimulgidae endémica de Nueva Guinea.  Su hábitat natural son las selvas húmedas de tierras bajas.